# All on Account of the Milk
All on Account of the Milk é um filme mudo de curta metragem estadunidense, do gênero dramático, lançado em 1910, dirigido por Frank Powell e estrelado por Mary Pickford e Blanche Sweet.

## Elenco
- Mary Pickford
- Kate Bruce
- Blanche Sweet
- Mack Sennett
- Arthur V. Johnson
- Flora Finch
- Jack Pickford